# Josune Bereziartu

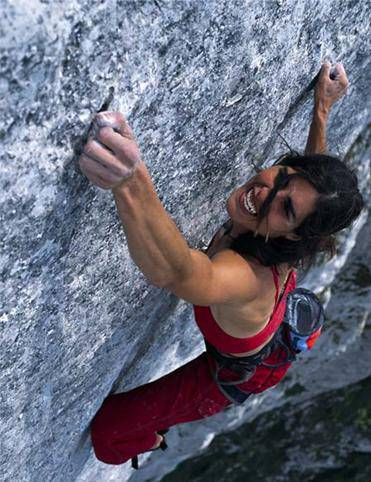
Josune Bereziartu, 2012

Josune Bereziartu, auch bekannt als Josune Bereciartu Urruzola (* 19. Januar 1972 in Lazkao) ist eine spanische Sportkletterin.

## Leben
Josune Bereziartu wurde am 19. Januar 1972 in Lazkao, einer baskischen Stadt in der Provinz Gipuzkoa, im Norden Spaniens, geboren. Josune begann recht spät mit 17 Jahren mit dem Klettern, nachdem sie eine spanische Fernsehsendung gesehen hatte, die zwei Mädchen beim Klettern in der Verdon-Schlucht zeigte. Sie begann sofort zu klettern und wurde bald vom Freund ihrer Schwester trainiert. Bereziartu heiratete später ihren langjährigen Kletterpartner Rikar Otegui, der gleichzeitig ihr Trainer wurde. Josune gehörte bald zu den besten Kletterern im Baskenland.  Sie zählte zu den weltbesten Sport- und Wettkampfkletterinnen in den Disziplinen Lead und Bouldern. Sie war die erste Frau, welche eine Kletterroute in den Schwierigkeitsgraden (franz.) 8c, 8c+, 9a und 9a/+ klettern konnte.

## Kletterrouten
Flash
9a/9a+
- Bimbaluna - Saint Loup (SUI) - 1-Mai 2005[1]

9a
- Logical Progression - Jo Yama (JPN) - 22. November 2004[2]
- Bain de Sang - Saint Loup (SUI) - 29. Oktober 2002[3]

8c+
- Powerade - Vadiello (ESP) - 21. Mai 2007[4]
- Na Nai - Baltzola (ESP) - 18. Juni 2003[5]
- Noia - Andonno (ITA) - 18. Oktober 2001

Onsight
8b+
- Hidrofobia - Montsant (ESP) - 18. April 2006[6]

8b
- Fuente de energia - Valdiello - 1. Oktober 2005
- La Réserve - St Léger (FRA) - 1. Oktober 2005
- Steroid Performa - Japan - 28. Dezember 2004

Boulder
8B
- E la Nave va - Lindental (SUI) - 10. Mai 2003 - Traverse[7]
- Travesia De Balzola - Baltzola (ESP) - 6. April 2002 - Traverse[8]

8A+
- Solaris - Baltzola (ESP) - 15. April 2003[9]

Mehrseillängentouren
- El Castillo de los Sacristanes - Ordesa Park (ESP) - 2009 - Erstbegehung mit Rikar Otegui[10]
- Zaratustra - Ordesa Park (ESP) - 2008 - Climbed with Rikar Otegui[11]
- El Ojo Critico - Ordesa Park (ESP) - 6. Juli 2007 - Erstbegehung mit Rikar Otegui[12]
- Super Weissmuller - Petit Pic De Ansabere (FRA) - Juni 2007 - Erstbegehung mit Rikar Otegui[13]
- Divina Comedia - Ordesa Park (ESP) - Juli 2006 - Erstbegehung mit Rikar Otegui[14]
- Yeah man - Gran Pfad (SUI) - 1. Juli 2004 - Erstbegehung mit Rikar Otegui[15]
- El Pilar del Cantabrico - Naranjo de Bulnes (ESP) - 2002 - zusammen mit Iker Pou[16]

## Nachweise
1. ↑  Josune Bereziartu e Bimbaluna 9a/9a+
2. ↑  Japan climbing tour di Bereziartu e Otegi
3. ↑  Josune Bereciartu e il primo 9a femminile
4. ↑  Josune Bereziartu sale Powerade, 8c+ a Vadiello
5. ↑  Na-Nai 8c
6. ↑  Arrampicata: Josune Bereziartu prima donna sull'8b+ on-sight April 18, 2006
7. ↑  Bereciartu su "E la nave va", 8c traverse
8. ↑  La Travesia De Balzola per Josune Bereziartu
9. ↑  Solaris, 8a+ boulder per Bereciartu
10. ↑  Josune Bereziartu e Rikar Otegui salgono El Castillo de los Sacristanes nel Parco Nazionale de Ordesa
11. ↑  Arrampicata: Josune Bereziartu e Rikar Otegui salgono Zaratustra nel Parco Nazionale de Ordesa
12. ↑  Pilar de Cotatuero, Ordesa: Bereziartu and Oteguia add 'El Ojo Critico' 8a
13. ↑  Bereziartu e Otegui liberano Super Weissmuller 8a/8a+, Petit Pic De Ansabere
14. ↑  Bereziartu e Otegui liberano Divina Comedia
15. ↑  Yeah man: prima libera per Josune Bereziartu e Rikar Otegi
16. ↑  Bereziartu e Pou salgono „El Pilar del Cantabrico“

| Personendaten    | Personendaten               |
| ---------------- | --------------------------- |
| NAME             | Bereziartu, Josune          |
| ALTERNATIVNAMEN  | Bereciartu Urruzola, Josune |
| KURZBESCHREIBUNG | spanische Sportkletterin    |
| GEBURTSDATUM     | 19. Januar 1972             |
| GEBURTSORT       | Lazkao                      |